# The Butch Factor
The Butch Factor (także The Butch Factor: What Kind of Man Are You?) to tytuł amerykańskiego filmu dokumentalnego z 2009 roku, napisanego, wyprodukowanego i wyreżyserowanego przez Christophera Hinesa. Projekt stanowi dokumentalne spojrzenie na męskość w społeczności gejów, zawiera wywiady z policjantami, sportowcami, budowniczymi czy jeźdźcami rodeo. Obraz kręcono w kilku miastach Stanów Zjednoczonych, między innymi w Atlancie, Georgii, San Francisco, Seattle i Guerneville w Kalifornii. Światowa premiera dokumentu odbyła się 20 czerwca 2009 podczas Frameline Film Festival, następnie był on wyświetlany na wielu festiwalach filmowych o tematyce LGBT. Premiera telewizyjna w USA przypadła na 17 kwietnia 2010; wówczas obraz został wyemitowany przez stację Logo. Kontynuacją The Butch Factor jest film dokumentalny o zbliżonej tematyce, The Adonis Factor, także w reżyserii Hinesa.

## Obsada
W filmie w rolach samych siebie wystąpili m.in.: J. Wesley Adams, David Aguilar, Steven Daigle, Vincent Calvarese, H.T. Bennett, Jackson Bowman, Junior Buendia, Ron Wear, Brent Calderwood, John Campbell. Narratorem obrazu jest reżyser, Christopher Hines.

## Recenzje
Odbiór filmu przez krytykę był pozytywny. Według Kevina M. Thomasa, dziennikarza współpracującego z witryną examiner.com, dokument Hinesa jest "ekstremalnie interesujący i pouczający". Rod Armstrong, jeden z członków panelu jurorskiego Frameline Film Festival, okrzyknął The Butch Factor jako dzieło "mądre i śmigłe". Steve Period (globality.org) doszedł do wniosku, że The Butch Factor powinien zostać wprowadzony do szkół jako film oświatowy. Dziennikarz napisał: "Tematyka dokumentu została wyczerpująco zbadana. (...) Film wypełniony jest wystarczającą ilością humoru, by nieco rozjaśnić ekspansywny przedmiot dyskusji. The Butch Factor to kompleksowe spojrzenie na istotny temat, produkcja, którą można się delektować − w zaciszu własnego salonu lub (...) każdym liceum w Stanach Zjednoczonych."

## Festiwale filmowe
| Projekt zaprezentowano podczas następujących festiwali filmowych: - Frameline Film Festival − San Francisco - Austin Gay and Lesbian Film Festival − Austin - Reel Affirmations − Waszyngton - Out on Film − Atlanta - Image Out − Rochester - Pittsburgh Lesbian & Gay Film Festival − Pittsburgh | - Tampa International Gay & Lesbian Film Festival − Tampa - Image-Nation − Montreal - Seattle Lesbian and Gay Film Festival − Seattle - Cinema Diverse − Palm Springs - Mezipatra − Praga - Les Gai Cine Mad − Madryt - Vancouver Queer Film Festival − Vancouver |